# Полтавська волость (Херсонський повіт)
Полтавська волость — адміністративно-територіальна одиниця Херсонського повіту Херсонської губернії.
Станом на 1886 рік складалася з 6 поселень, 6 сільських громад. Населення — 6104 осіб (3656 чоловічої статі та 2448 — жіночої), 942 дворових господарства.
|                     | Площа, десятин | У тому числі орної, дес. |
| ------------------- | -------------- | ------------------------ |
| Сільських громад    | 25270          | 12351                    |
| Казенної власності  | 2300           | 1476                     |
| Приватної власності | 17577          | 4870                     |
| Іншої власності     | 120            | 120                      |
| Загалом             | 45267          | 18817                    |

Найбільші поселення волості:
- Полтавка (Баштанка) — село при ставках за 90 верст від повітового міста, 2846 осіб, 702 двори, церква православна, земська поштова станція, 12 лавок, 2 ярмарки на рік, базар щопонеділка. За 8 верст — молитовний будинок, школа.
- Добра — колонія німців і євреїв при ставках, 1566 осіб, 121 двір, лютеранський молитовний будинок, 2 єврейських молитовних будинки, 2 школи, баня, земська поштова станція, 2 лавки, базар щонеділі, залізнична станція.
- Єфингар (Булгакова) — колонія німців і євреїв при річці Інгулець, 1392 особи, 131 двір, лютеранський молитовний будинок, 2 єврейських молитовних будинки, 2 школи, 2 лавки, базар щоп'ятниці, будинок для начальника 1-го округу.
- Ново-Георгієвка (Новогригорівка, Булгакова) — село при фонтанах, 300 осіб, 58 дворів, лавка.